# Cyrtolobus flavolatus
Cyrtolobus flavolatus är en insektsart som beskrevs av Robert E. Woodruff. Cyrtolobus flavolatus ingår i släktet Cyrtolobus och familjen hornstritar. Inga underarter finns listade i Catalogue of Life.